# USL Second Division
La United Soccer Leagues Second Division (en español: Segunda División de Ligas Unidas) fue un torneo de fútbol en Estados Unidos, siendo el de tercera división, por debajo de la USL First Division. Siendo remplazado desde 2011 la USL Professional Division.

## Equipos de 2010
| Club                      | Fundación | Estadio                               | Zona                          |
| ------------------------- | --------- | ------------------------------------- | ----------------------------- |
| Charleston Battery        | 1993      | Blackbaud Stadium                     | Charleston, Carolina del Sur  |
| Charlotte Eagles          | 1991      | Restart Field                         | Charlotte, Carolina del Norte |
| Harrisburg City Islanders | 2007      | Skyline Sports Complex                | Harrisburg, Pensilvania       |
| Pittsburgh Riverhounds    | 1999      | Chartiers Valley High School          | Pittsburgh, Pensilvania       |
| Real Maryland Monarchs    | 2007      | Lester Stadium                        | Rockville, Maryland           |
| Richmond Kickers          | 1993      | Estadio de la Universidad de Richmond | Richmond, Virginia            |

## Palmarés
| USISL Pro League                              | USISL Pro League          | USISL Pro League | USISL Pro League       |
| --------------------------------------------- | ------------------------- | ---------------- | ---------------------- |
| 1995                                          | Long Island Rough Riders  | 2–1              | Minnesota Thunder      |
| 1996                                          | Charleston Battery        | 3–2 (SO)         | Charlotte Eagles       |
| USISL D-3 Pro League                          |                           |                  |                        |
| 1997                                          | Albuquerque Geckos        | 4–1              | Charlotte Eagles       |
| 1998                                          | Chicago Stingers          | 3–2 (OT)         | New Hampshire Phantoms |
| USL D3 Pro League                             |                           |                  |                        |
| 1999                                          | Western Mass Pioneers     | 2–1              | South Jersey Barons    |
| 2000                                          | Charlotte Eagles          | 5–0              | New Jersey Stallions   |
| 2001                                          | Utah Blitzz               | 1–0              | Greenville Lions       |
| 2002                                          | Long Island Rough Riders  | 2–1              | Wilmington Hammerheads |
| USL Pro Select League (USL Pro Soccer League) |                           |                  |                        |
| 2003                                          | Wilmington Hammerheads    | 2–1 (2OT)        | Westchester Flames     |
| 2004                                          | Utah Blitzz               | 2–2 (5–4p)       | Charlotte Eagles       |
| USL Second Division                           |                           |                  |                        |
| 2005                                          | Charlotte Eagles          | 2–2 (5–4p)       | Western Mass Pioneers  |
| 2006                                          | Richmond Kickers          | 2–1              | Charlotte Eagles       |
| 2007                                          | Harrisburg City Islanders | 1–1 (8–7p)       | Richmond Kickers       |
| 2008                                          | Cleveland City Stars      | 2–1              | Charlotte Eagles       |
| 2009                                          | Richmond Kickers          | 3–1              | Charlotte Eagles       |
| 2010                                          | Charleston Battery        | 2–1              | Richmond Kickers       |

## Títulos por equipo
| Club                      | Títulos | Años títulos |
| ------------------------- | ------- | ------------ |
| Long Island Rough Riders  | 2       | 1995, 2002   |
| Charleston Battery        | 2       | 1996, 2010   |
| Charlotte Eagles          | 2       | 2000, 2005   |
| Utah Blitzz               | 2       | 2001, 2004   |
| Richmond Kickers          | 2       | 2006, 2009   |
| Albuquerque Geckos        | 1       | 1997         |
| Chicago Stingers          | 1       | 1998         |
| Western Mass Pioneers     | 1       | 1999         |
| Wilmington Hammerheads    | 1       | 2003         |
| Harrisburg City Islanders | 1       | 2007         |
| Cleveland City Stars      | 1       | 2008         |